# La coppia ideale
La coppia ideale (Saturday Night) è un film del 1922 diretto e prodotto da Cecil B. DeMille che mette in scena una commedia dai toni mélo, con due coppie male assortite che vivono due matrimoni infelici.

## Trama
Iris e Richard sono due giovani rampolli dell'alta società che si conoscono da una vita e che da sempre considerano il matrimonio come lo sbocco inevitabile della loro relazione. Quando però una delle domestiche si fa male, cadendo dalle scale e Richard decide di accompagnarla in macchina all'ospedale, Iris non prende bene la cosa e va a fare un giro in auto insieme all'autista, un bel giovane in divisa, molto decorativo.
I due hanno un incidente da cui lui la salva: da quel momento, Iris vede Tom non come un servo, quale lo aveva visto fino a quel momento, ma come l'uomo che l'ha salvata e si innamora di lui. Tom e Iris convolano a nozze e, altrettanto, fanno Richard e Shamrock, la domestica.
Ma le due coppie sono assortite malamente e vengono subito fuori i problemi che nascono dal fatto che gli sposi appartengano a due classi differenti, con abitudini diverse e modi di comportamento in conflitto tra di loro. Mentre, ad esempio, Iris trova normale fumare in pubblico come ha sempre fatto da signora del bel mondo, il marito - appartenente alla classe proletaria - reputa il fumo un affare maschile e una donna che viene vista fumare poco meno che una prostituta. 
Shamrock, dal canto suo, non sa comportarsi da signora alle cene cui deve partecipare, mettendo in imbarazzo il marito né riesce a rinunciare alla pessima abitudine di masticare il chewing-gum.

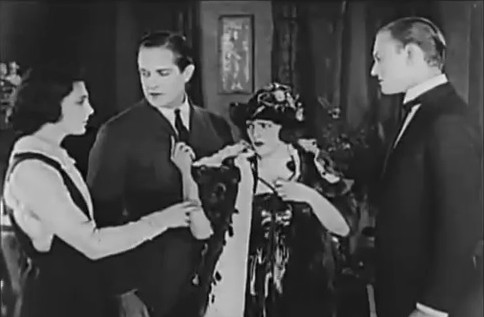
Una scena del film

Il bell'autista, poi, spogliato della sua magnifica divisa, diventa un buzzurro vestito a festa che delude le aspettative di Iris che deve vedersela anche con i suoi amici cafoni i quali le invadono regolarmente la miserabile abitazione in cui l'ha installata il suo principe azzurro.
Insomma, le due coppie scoprono i difetti di una convivenza molto difficile, tanto che i matrimoni andranno presto a rotoli.
Le cose si ricompongono quando i ruoli si scambiano e tornano alla normalità. Si riparte dall'inizio: i due ricchi si sposano tra loro, i due poveri fanno altrettanto. Conoscendo le regole della vita sociale come l'hanno sempre vissuta, i quattro si adeguano perfettamente ai loro ruoli e mettono in soffitta qualsiasi idea di amore romantico.

## Produzione
Le riprese furono effettuate ad Arroyo Seco, (Pasadena) in California dal 26 settembre 1921 al 2 gennaio 1922. Il film fu prodotto dallo stesso Cecil B. DeMille per la Famous Players-Lasky Corporation

## Distribuzione
Distribuito dalla Paramount Pictures e dalla Famous Players-Lasky Corporation, il film uscì in sala negli Stati Uniti il 29 gennaio 1922 con grande successo. Uscì in Italia nel febbraio del 1924.

### Date di uscita
- Stati Uniti d'America: 29 gennaio 1922
- Danimarca: 18 dicembre 1922
- Ungheria: 29 dicembre 1923
- Finlandia: 12 gennaio 1924[1]
- Italia:  febbraio 1924

### Titoli
- Danimarca: Lørdag Aften
- Francia: Le Détour
- Ungheria: Szombat éjjel